# جون إف. فيتزباتريك
جون إف. فيتزباتريك (بالإنجليزية: John F. Fitzpatrick)‏ هو شخصية أعمال أمريكي، ولد في 18 يناير 1887 في بوتسفيل في الولايات المتحدة، وتوفي في 1 سبتمبر 1960 في مدينة سولت ليك في الولايات المتحدة.